# Grand Prix Malezji Formuły 1
Grand Prix Malezji – zostało włączone do kalendarza Formuły 1 w sezonie 1999. Wyścig odbywał się w latach 1999–2017 na nowoczesnym torze Sepang International Circuit w Sepang w Malezji, niedaleko Kuala Lumpur.

## Historia
Inauguracyjny wyścig F1 (jako pierwsi na torze Sepang ścigali się motocykliści) odbył się w październiku 1999 roku i była to przedostatnia runda sezonu, podczas której mogły się rozstrzygnąć losy tytułu mistrzowskiego. Rywalizowali o niego Mika Häkkinen (McLaren) i Eddie Irvine (Ferrari). Fin wydawał się być głównym faworytem, ale powracający po kilkumiesięcznej przerwie (spowodowanej kontuzją) Michael Schumacher nie tylko ułatwił Irvinowi wygranie wyścigu, ale również przyczynił się do uzyskania czteropunktowej przewagi nad Häkkinenem. Cała praca starszego z braci Schumacherów o mały włos nie poszła na marne, gdyż tuż po wyścigu FIA ogłosiła dyskwalifikację obydwu kierowców Ferrari w związku nieprawidłowym rozmiarem bocznych skrzydełek (ang. bargeboards) w bolidach F399. Włoska ekipa zdołała udowodnić niedokładność pomiaru i dyskwalifikacja została cofnięta, jednak dzięki doskonałej postawie podczas ostatniego wyścigu sezonu mistrzem i tak został Häkkinen.
W 2000 roku wyścig o Grand Prix Malezji zamykał sezon, a wygrał go Michael Schumacher, który tym razem pracował już na własne konto. Wyścig ten nie był jednak tak emocjonujący jak w 1999 roku, gdyż losy tytułu mistrzowskiego zostały przesądzone podczas przedostatniej rundy w Japonii. Kolejny wyścig F1 na torze Sepang odbył się niecałe pięć miesięcy później, gdyż impreza ta została przesunięta na początek sezonu (tuż za Grand Prix Australii). Triumfatorem wyścigu w 2001 roku był ponownie starszy z braci Schumacherów. W kolejnych latach wygrywali tutaj Ralf Schumacher (Williams) i Kimi Räikkönen (McLaren), dla którego było to pierwsze zwycięstwo w karierze. W roku 2004 znowu najlepszy okazał się Michael Schumacher. W sezonie 2005 bezkonkurencyjnym okazał się Fernando Alonso, który odniósł tu swoje drugie zwycięstwo w karierze i objął prowadzenie w klasyfikacji generalnej mistrzostw. Renault odniosło jeszcze większy sukces rok później, zajmując dwa pierwsze miejsca. Szybszy od Alonso okazał się jednak Giancarlo Fisichella. W sezonie 2009 drugie z rzędu zwycięstwo dla nowego zespołu Brawn GP zdobył Jenson Button. Wyścig liczył 33 okrążenia, gdyż z powodu obfitych opadów deszczu sędziowie zostali zmuszeni do jego wcześniejszego zakończenia (zawodnikom przyznano jedynie połowę punktów).
Po sezonie 2017 Malezja wycofała się z organizacji wyścigów Formuły 1 z powodu ogromnych kosztów organizacji i małego zainteresowania kibiców.

## Tor
Sepang International Circuit został zaprojektowany przez słynnego niemieckiego architekta – Hermanna Tilke. Tor został wybudowany w zaledwie 14 miesięcy i jego oficjalne otwarcie nastąpiło 9 marca 1999 roku. Usytuowany 85 kilometrów od centrum stolicy Malezji – Kuala Lumpur tor ma długość 5.543 km, składa się z 15 zakrętów oraz 8 prostych i umożliwia rozwinięcie prędkości do 330 km/h (wymagana średnia siła dociskowa). Obecnie jest to jeden z najnowocześniejszych torów, na których odbywają się wyścigi Formuły 1.

## Zwycięzcy Grand Prix Malezji
| Sezon |     | Kierowca             |     | Samochód        |     | Silnik        | Tor/Lokalizacja |        |
| ----- | --- | -------------------- | --- | --------------- | --- | ------------- | --------------- | ------ |
| 1999  | GBR | Eddie Irvine         | ITA | Ferrari F399    | ITA | Ferrari       | Sepang          | Wyniki |
| 2000  | DEU | Michael Schumacher   | ITA | Ferrari F1-2000 | ITA | Ferrari       | Sepang          | Wyniki |
| 2001  | DEU | Michael Schumacher   | ITA | Ferrari F2001   | ITA | Ferrari       | Sepang          | Wyniki |
| 2002  | DEU | Ralf Schumacher      | GBR | Williams FW24   | DEU | BMW           | Sepang          | Wyniki |
| 2003  | FIN | Kimi Räikkönen       | GBR | McLaren MP4-17D | DEU | Mercedes-Benz | Sepang          | Wyniki |
| 2004  | DEU | Michael Schumacher   | ITA | Ferrari F2004   | ITA | Ferrari       | Sepang          | Wyniki |
| 2005  | ESP | Fernando Alonso      | FRA | Renault R25     | FRA | Renault       | Sepang          | Wyniki |
| 2006  | ITA | Giancarlo Fisichella | FRA | Renault R26     | FRA | Renault       | Sepang          | Wyniki |
| 2007  | ESP | Fernando Alonso      | GBR | McLaren MP4-22  | DEU | Mercedes-Benz | Sepang          | Wyniki |
| 2008  | FIN | Kimi Räikkönen       | ITA | Ferrari F2008   | ITA | Ferrari       | Sepang          | Wyniki |
| 2009  | GBR | Jenson Button        | GBR | Brawn BGP001    | DEU | Mercedes-Benz | Sepang          | Wyniki |
| 2010  | DEU | Sebastian Vettel     | AUT | Red Bull RB6    | FRA | Renault       | Sepang          | Wyniki |
| 2011  | DEU | Sebastian Vettel     | AUT | Red Bull RB7    | FRA | Renault       | Sepang          | Wyniki |
| 2012  | ESP | Fernando Alonso      | ITA | Ferrari F2012   | ITA | Ferrari       | Sepang          | Wyniki |
| 2013  | DEU | Sebastian Vettel     | AUT | Red Bull RB9    | FRA | Renault       | Sepang          | Wyniki |
| 2014  | GBR | Lewis Hamilton       | DEU | Mercedes W05    | DEU | Mercedes-Benz | Sepang          | Wyniki |
| 2015  | DEU | Sebastian Vettel     | ITA | Ferrari SF15-T  | ITA | Ferrari       | Sepang          | Wyniki |
| 2016  | AUS | Daniel Ricciardo     | AUT | Red Bull RB12   | CHE | TAG-Heuer     | Sepang          | Wyniki |
| 2017  | NED | Max Verstappen       | AUT | Red Bull RB13   | CHE | TAG-Heuer     | Sepang          | Wyniki |

Liczba zwycięstw (kierowcy):
- 4 – Sebastian Vettel
- 3 – Fernando Alonso, Michael Schumacher
- 2 – Kimi Räikkönen
- 1 – Jenson Button, Giancarlo Fisichella, Lewis Hamilton, Eddie Irvine, Daniel Ricciardo, Ralf Schumacher, Max Verstappen

Liczba zwycięstw (producenci podwozi):
- 7 – Ferrari
- 5 – Red Bull
- 2 – McLaren, Renault
- 1 – Brawn, Mercedes, Williams

Liczba zwycięstw (producenci silników):
- 7 – Ferrari
- 5 – Renault
- 4 – Mercedes
- 2 – TAG Heuer
- 1 – BMW